# Lecanora pannonica
Lecanora pannonica är en lavart som beskrevs av Szatala. Lecanora pannonica ingår i släktet Lecanora och familjen Lecanoraceae.   Inga underarter finns listade i Catalogue of Life.